# Shakeema Welsch
Shakeema Welsch (née le 10 novembre 1976) est une athlète américaine, spécialiste du triple saut.
Elle a remporté les Championnats des États-Unis d'athlétisme 2009, avec un saut à 14,30 m (+2,9).
Sa meilleure performance 2008 était de 14,17 m avec vent régulier.